# 6,5 × 50 mm Arisaka
Le 6,5 × 50 mm SR Arisaka (appelé 6,5 × 51 R (Arisaka) par la C.I.P.) est une cartouche de fusil semi-cerclée avec une balle de 6,7 mm de diamètre. C'est la cartouche militaire japonaise standard de 1897 jusqu'à la fin des années 1930 pour les fusils de service et les mitrailleuses, avant d'être progressivement remplacée par le 7,7 × 58 mm Arisaka.

## Histoire
La cartouche 6,5 × 50 mm SR est introduite pour la première fois en tant que cartouche de type 30 avec une balle à bout rond par l'armée impériale japonaise en 1897, pour le fusil d'infanterie et la carabine de type 30 (ja) Arisaka (ja) nouvellement adoptés. Le nouveau fusil et la nouvelle cartouche remplacent la cartouche Murata de 8 × 52 mm utilisée dans le fusil Murata de type 22 (ja). En 1902, la marine impériale japonaise adopte également la cartouche 6,5 × 50 mm SR pour ses fusils de type 35. En 1907, une cartouche spitzer est adoptée comme cartouche de type 38 pour toutes les armes légères de service japonaises ultérieures en calibre 6,5 mm.
La cartouche japonaise de 6,5 mm est par la suite critiquée pour sa faible puissance par rapport à d'autres cartouches militaires contemporaines telles que le .30-06, le .303 British, le 7,92 × 57 mm Mauser et le 7,62 × 54 mm R. C'est pourquoi elle est progressivement remplacée par la cartouche plus puissante 7,7×58 mm en 1938. Les deux cartouches sont utilisées jusqu'à la fin de la guerre, ce qui rend difficile l'approvisionnement des forces japonaises en munitions appropriées. En raison du long canon du Arisaka Type 38, la cartouche de 6,5 mm a l'avantage de produire très peu d'éclats de bouche et de fumée. En outre, la cartouche de 6,5 mm avec la balle spitzer de type 38 a une trajectoire plate souhaitable et une balistique terminale efficace avec un mouvement de lacet rapide à l'impact, provoquant des blessures graves. Les cartouches militaires de plus gros calibre sont également optimales pour les mitrailleuses pour le tir à longue distance, et les fusils ne sont souvent fabriqués que pour les loger dans l'intérêt de la logistique. Le Japon utilise la cartouche de 7,7 mm uniquement pour les mitrailleuses pendant des années avant de développer un fusil pour cette cartouche.

## Munition militaire
Les premières cartouches 6,5×50 mm de type 30 ont une balle ronde en cupronickel pesant 160 grains (10,4 grammes) tirée avec environ 31 grains (2 grammes) de poudre sans fumée. Ce système est modifié par la suite avec l'adoption du type 38 lorsque le Japon, à l'instar des autres grandes puissances à la même époque, passe à la balle pointue, ou spitzer, au cours de la première décennie du XXe siècle. La balle spitzer de type 38 tire une balle de 9 grammes avec une charge de poudre de 2,1 grammes pour une vitesse initiale d'environ 770 m/s.
La version spitzer du type 38 de la cartouche 6,5×50 mm reste inchangée jusqu'à l'adoption de la mitrailleuse légère Type 11 en 1922. Le canon relativement court produit un flash excessif avec les munitions standard (initialement prévues pour les fusils de type 38 dont le canon est plus long). En combinant la nitrocellulose et la nitroglycérine, un nouveau propulseur pour la cartouche est introduit pour réduire le flash à la bouche et la signature visible de la poudre. La poudre brûle beaucoup plus complètement dans un canon plus court et produit donc beaucoup moins d'éclairs. La nouvelle cartouche est marquée d'un « G » encerclé sur les cartons de munitions pour la mitrailleuse légère Type 11.

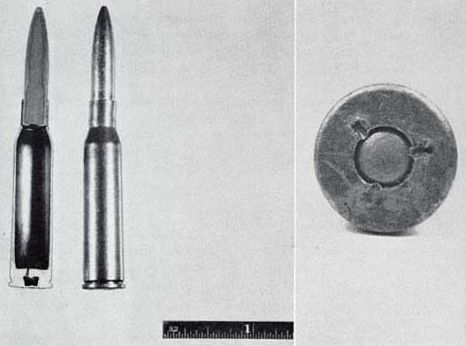
Munition militaire japonaise 6,5 × 50 mm SR Arisaka (Type 38)

Ces munitions spéciales sont également distribuées aux soldats portant la mitrailleuse légère Type 96, introduite en 1936, et aux tireurs d'élite portant le fusil de précision Type 97, introduit en 1937.
L'armée japonaise produit également des munitions de galerie de 6,5 mm qui comportent une balle en papier ou en bois. Il s'agit soit de balles en laiton, soit, plus couramment, de balles en bois verni rouge avec une base et un rebord en métal. Les munitions utilisées dans les lance-grenades japonais de Type spigot ont souvent des balles en papier et peuvent être identifiées par les amorces piquetées.

## Utilisation dans d'autres armées

### Chine
Au cours de la seconde guerre sino-japonaise, les forces chinoises réussissent à capturer de grandes quantités de fusils Type 38 et de mitrailleuses légères Type 11. Le manque chronique d'armement de la Chine l'oblige à utiliser massivement ces armes capturées pendant la guerre. Après la guerre, les forces nationalistes et communistes continuent à les utiliser dans la guerre civile qui suit. Certaines unités chinoises utilisent encore ces armes pendant la guerre de Corée.

### Russie
Après avoir observé l'efficacité de la cartouche Type 30 6,5 × 50 mm utilisée contre eux pendant la guerre russo-japonaise de 1904-1905, les principaux concepteurs d'armes russes chambrent les premiers modèles de fusils semi-automatiques russes pour la cartouche japonaise. La cartouche standard des fusils militaires russes de l'époque, le 7,62 × 54 mm R, étant trop puissante et générant un recul excessif dans une arme automatique, une cartouche de 6,5 mm est jugée plus appropriée. Les premières conceptions de Vladimir Fedorov utilisent le 6,5 × 50 mm, y compris le fusil Avtomat Fedorova qui est distribué aux troupes, bien qu'en petit nombre. Plus tard, les troupes russes sur le front arménien reçoivent des carabines Type 38 de la part du gouvernement du tsar. Les Russes ont également tendance à modifier le verrou du chargeur du Type 38, car il s'avère que les mains gantées peuvent parfois, par inadvertance, appuyer sur le déverrouillage du chargeur et déverser les munitions.

### Royaume-Uni
En 1914, environ 150 000 fusils et carabines Arisaka Type 30 (ja) et 38 sont vendus aux forces britanniques et reçoivent les désignations Pattern 1900 (pour le Type 30) et Pattern 1907 (pour le Type 38) à des fins d'entraînement. À la fin de l'année 1915, des fusils Type 30 sont fournis à quatre régiments et des fusils Type 38 à huit régiments. Environ 50 000 Arisakas sont fournis à la Royal Navy pour remplacer les Lee-Enfields réquisitionnés par l'armée à la fin de l'année 1914. La cartouche de 6,5 × 50 mm est ensuite produite en Grande-Bretagne par la société Kynoch (en) et est officiellement adoptée pour le service britannique sous le nom de calibre 0,256 pouces (6,5024 mm) Mk II en 1917. Les armées arabes, organisées par le capitaine britannique T. E. Lawrence pour lutter contre l'Empire ottoman pendant la Première Guerre mondiale, sont armées d'une partie des 500 000 fusils achetés au Japon entre 1914 et 1916, dont beaucoup sont des fusils obsolètes Type 30 qui ont été très utilisés pendant la guerre russo-japonaise de 1904-1905,. Au total, le 6,5×50 mm japonais est utilisé dans des armes japonaises ou de conception nationale par le Japon, la Russie, le Royaume-Uni, la Chine, la Corée du Nord, la Corée du Sud, la Thaïlande, la Finlande et l'Indonésie. De nombreux Arisakas de la marine britannique sont donnés aux armées blanches.
Les fusils Arisaka de 6,5 mm sont utilisés principalement par les Britanniques pour l'entraînement, la défense du territoire et les unités navales. En 1916, les fusils sont expédiés en Russie et il n'en reste plus aucun à la fin de la Première Guerre mondiale.

### Finlande
Les Russes, qui ont acquis 600 000 fusils Type 30 et 38 en les achetant directement au Japon pendant la Première Guerre mondiale ou en les capturant pendant la guerre russo-japonaise, décident d'en faire autant, entreposant certains de ces fusils en Finlande. Pendant la Révolution russe, de nombreux Finlandais saisissent l'occasion de l'indépendance prennent des Arisakas dans les arsenaux russes. Ils sont principalement utilisés par la cavalerie finlandaise et, après l'indépendance de la Finlande, des expériences sont menées pour moderniser les Type 38 en 7,92 × 57 mm. Les pièces et les munitions se tarissant, la Finlande relègue l'Arisaka aux réserves et à la marine marchande avant d'en échanger un grand nombre avec l'Estonie. Les Arisakas délivrés par la Finlande portent des numéros de district et un S marqué sur la crosse.

## Aujourd'hui
Les fusils Arisaka ayant gagné en popularité auprès des collectionneurs, la fabrication moderne a repris. La cartouche est disponible au détail en Europe et en Amérique du Nord. Elle est fabriquée par Norma (sv) (Suède) et Precision Cartridge Inc. Des douilles en laiton sont également fabriquées et vendues par Prvi Partizan (PPU) à des fins de chargement manuel (laiton PPU estampillé 6.5x51R). Des étuis rechargeables à amorçage boxer sont parfois produits en reformant du laiton de calibre .220 Swift. Les balles sont de calibre .264. Elle est également connue sous le nom de 6.5 Jap aux États-Unis.

## Autres armes à feu de 6,5 mm
Parmi les autres armes longues de 6,5 × 50 mm utilisées par le Japon figurent quelques fusils Mauser Type 13 de l'arsenal de Mukden (ja), produits à l'arsenal de Hoten en Mandchourie (Mandchoukouo). Ces fusils sont construits sur des machines danoises Nielsen & Winther (da) à l'origine pour le seigneur de guerre mandchou Zhang Zuolin à partir de 1924. Lorsque le Japon prend le contrôle de l'arsenal après l'incident de Mandchourie en 1931, le fusil Type 13 continue à être produit en calibre 7,92 × 57 mm, mais un nombre indéterminé est également produit en 6,5 × 50 mm. Les fusils Type I construits par l'Italie pour le Japon dans le cadre du pacte anti-Komintern de 1939 à 1943 sont de calibre japonais standard 6,5 × 50 mm. Bien qu'ils soient d'origine italienne, ils ne peuvent pas tirer en toute sécurité la cartouche 6,5 × 52 mm Carcano (it), plus longue mais extérieurement similaire.

## Sources
- The 6.5×50 Arisaka (6.5 mm Japanese) - by Chuck Hawks
- Honeycutt Jr., Fred L. and Anthony, F. Patt. Military Rifles of Japan. Fifth edition, 2006. Julin Books, U.S.A.  (ISBN 0-9623208-7-0).
- « 三八式銃弾薬九二式徹甲実包中改正の件 昭和９年 Modification of the Type 92 armour-piercing ball for the Type 38 cartridge », sur Japan Center for Asian Historical Records, Ministry of the Army
- « 38式及30年式銃用弾薬筒の制式改正の件 明治４０年９月１６日 Documents on the Type 38 and Type 30 rifle cartridge designation », sur Japan Center for Asian Historical Records, Ministry of the Army